# Aloimunita
Aloimunita je imunitní odpověď organismu na antigeny cizí tkáně (aloantigeny). Jedná se především o tkáň transplantovanou, v některých případech však může být napadán imunitním systémem i plod. Výsledkem aloimunitní reakce je rejekce štěpu, jež se projevuje zhoršením až ztrátou jeho funkce.
Příčinou vzniku aloimunity je rozdílnost v produktech polymorfních genů, především MHC komplexu, mezi dárcem a příjemcem štěpu. Ty jsou rozpoznávány příjemcovými T-lymfocyty a jinými mononukleárními leukocyty, které štěp infiltrují a poškozují.

## Typy rejekce
- Akutní rejekce – způsobená antigenně specifickými Th1 a cytotoxickými T-lymfocyty, které útočí na aloantigeny transplantované tkáně. K odhojení štěpu dochází během několika prvních dnů až týdnů po transplantaci.[1]
- Hyperakutní a akcelerovaná rejekce – je imunitní odpověď protilátkového typu. Již před transplantací v krvi příjemce kolují protilátky[1] – buď přirozené typu IgM, nebo vzniklé předchozí imunizací (např. opakovanou krevní transfuzí). V případě hyperakutní rejekce je protilátkami aktivován komplement, reakce může být navíc zesílena neutrofily. Tento typ rejekce je velmi rychlý, k odhojení dochází v řádu minut až hodin. U akcelerovaného typu rejekce není protilátkami aktivován komplement, nýbrž fagocyty a NK buňky prostřednictvím jejich Fc receptorů (receptory vázající Fc části protilátek). V tomto případě dochází k odhojení štěpu do 3 – 5 dnů. Tyto typy rejekce se uplatňují především po xenotransplantacích.
- Chronická rejekce – mechanismus není zcela objasněn, souvisí však s produkcí aloprotilátek a cytokinů. Je poškozován endotel transplantované tkáně, což vede k jejímu nedostatečnému prokrvení. Funkční tkáň je také postupně nahrazována vazivem (proces fibrotizace).[2] K odhojení dochází nejdříve 2 měsíce po transplantaci.

## Mechanismy rejekce
Rejekce se účastní CD4+ a CD8+ T-lymfocyty a jiné mononukleární leukocyty (jejich přesná úloha není doposud zcela jasná). Svou roli zde hrají i B-lymfocyty, NK buňky a cytokiny.
- Buněčný typ rejekce – CD8+ a CD4+ T-lymfocyty, NK buňky
- Humorální typ rejekce – B-lymfocyty
- Cytokiny

### B-lymfocyty
Příjemcovy B-lymfocyty jsou příčinou rejekce humorální (protilátkové) – produkují aloprotilátky proti dárcovským MHC glykoproteinům I. a II. třídy. Tyto protilátky pak mohou aktivovat komplement, který způsobí lyzi cílových buněk, nebo mohou pokrývat dárcovy buňky. Fc receptory mononukleárních leukocytů pak mohou vázat Fc části těchto protilátek a spustit tak fagocytózu. Mechanismus humorální rejekce se uplatňuje u hyperakutního, akcelerovaného a chronického typu rejekce.
Aloimunita může být též regulována neonatálními B-lymfocyty.

### Cytokiny
Zda se imunitní odpověď organismu bude ubírat směrem k toleranci štěpu či naopak k zánětu, výrazně ovlivňuje cytokinové prostředí, v němž naivní CD4+ T-lymfocyty rozpoznávají aloantigeny.
- Pokud je to v přítomnosti IL-12 (jenž obvykle produkují maturované dendritické buňky), diferencují v pomocné lymfocyty typu Th1, které sekretují prozánětlivý IFN-γ a ničí alogenní tkáň.
- Jestliže za účasti IL-4, stávají se z nich Th2 lymfocyty produkující IL-4 a IL-5.[5] Ve většině případů je pak pozorována tolerance transplantátu.
- Bez přítomnosti prozánětlivých cytokinů spouští TGF-β u CD4+ T-lymfocytů expresi genu Foxp3, čímž podmiňuje jejich diferenciaci v regulační T-lymfocyty (Treg).[1] Ty sekretují protizánětlivé cytokiny IL-10 a TGF-β, což vede k toleranci štěpu.
- Jestliže je ale společně s TGF-β přítomen také IL-6 nebo IL-21, vznikají Th17 lymfocyty produkující IL-17 a výsledkem je naopak rejekce.[6]

### NK buňky
NK buňky mohou také cílit transplantovanou tkáň, a to v závislosti na rovnováze mezi aktivačními a inhibičními receptory NK buněk a na jejich ligandech, které má štěp na svém povrchu. Ligandy inhibičních receptorů NK buněk z rodiny KIR (Killer-cell Immunoglobuline-like Receptor) jsou konkrétní MHC glykoproteiny I. třídy. Pokud tyto ligandy štěp exprimuje, je zabráněno aktivaci NK buněk. Jestliže tedy tkáni tyto ligandy chybí, neexistuje inhibiční signál, který by aktivaci NK buněk zabránil. Cílové buňky jsou pak rozpoznány strategií „missing-self recognition“ a výsledkem je spuštění apoptózy cílové buňky působením enzymů z cytotoxických granul NK buněk perforinu a granzymů.
Aloreaktivní NK buňky také produkují prozánětlivé cytokiny IFN-γ a TNF-α, jež zvyšují expresi MHC molekul a kostimulačních receptorů na antigen-prezentujících buňkách (APC). Tím podporují jejich maturaci, což vede k zesílení aloreaktivní odpovědi T-lymfocytů jak cestou přímé, tak i nepřímé prezentace aloantigenů (viz níže). NK buňky jsou také schopny zabíjet Foxp3+ regulační T-lymfocyty, čímž také posouvají imunitní odpověď organismu od tolerance štěpu směrem k jeho rejekci.
Vedle schopnosti NK buněk ovlivňovat maturaci APC a vývoj T-lymfocytů, jsou zřejmě schopny i omezovat, či dokonce předcházet aloimunitní odpovědi organismu na transplantovanou tkáň – buď prostřednictvím zabíjení dárcovských APC nebo sekrecí protizánětlivých cytokinů IL-10 a TGF-β. Je ale důležité poznamenat, že jednotlivé subpopulace NK buněk se mírou aloreaktivity a imunomodulačním potenciálem liší.
Co se týká imunosupresiv, je známo, že jejich účinky na NK buňky jsou mírnější ve srovnání s T-lymfocyty.

### T-lymfocyty
Rozpoznání aloantigenů
Aloantigeny na povrchu APC mohou být rozpoznávány příjemcovými T-lymfocyty dvěma způsoby:
- Přímá prezentace – dárcovy APC prezentují na svém povrchu antigeny štěpu. Příjemcovy T-lymfocyty mohou identifikovat jako aloantigeny jak samotné MHC glykoproteiny, tak i komplex MHC glykoprotein-cizí peptid. Jestliže jsou tyto peptidy v komplexu s MHC glykoproteiny I. třídy, jsou rozpoznávány specifickými receptory (TCR) CD8+ T-lymfocytů, pokud s MHC glykoproteiny II. třídy, reagují na ně TCR CD4+ T-lymfocytů.
- Nepřímá prezentace – příjemcovy APC infiltrovaly štěp a zpracovaly a na svém povrchu v komplexu s MHC glykoproteiny II. třídy vystavily jako kterékoli jiné „cizí“ peptidy dárcovy MHC glykoproteiny. Mechanismus nepřímé prezentace aloantigenů, a tedy CD4+ T-lymfocyty, jsou hlavními příčinami rejekce štěpu.[12][13] Proto je při transplantacích důležité, aby se dárce a příjemce co nejvíce shodovali především v MHC glykoproteinech II. třídy.

Aktivace T-lymfocytů
Aby se T-lymfocyty staly plně aktivovanými, je potřeba, aby:
- TCR T-lymfocytů rozpoznaly cestou přímé či nepřímé prezentace aloantigeny vystavované v komplexu s MHC glykoproteiny na povrchu APC (viz výše).
- jim APC poté poskytly kostimulační signál. T-lymfocyty na svém povrchu exprimují kostimulační molekuly, jejichž ligandy jsou na povrchu APC.[14] Například molekula CD28, která je na všech naivních CD4+ a CD8+ T-lymfocytech, váže ligandy CD80 a CD86. Tato vazba spustí u T-lymfocytů signalizaci vedoucí k produkci IL-2, klonální expanzi, a tedy ke vzniku efektorových a paměťových T-lymfocytů.[15] Naproti tomu existují však i takové receptory na T-lymfocytech, které po vazbě na jejich ligandy na povrchu APC, zapříčiní inhibici aktivace T buňky. Jedná se třeba o receptor CD152/CTLA-4, který též váže molekuly CD80 a CD86.[16]

V případě, že se T-lymfocytu kostimulačního signálu nedostane, jeho aktivace se nezdaří a zůstává ve stavu anergie (neodpovídavosti).
Aloimunitní odpověď může být navíc zesílena prozánětlivými cytokiny (zmíněno výše) a CD4+ T-lymfocyty, které jsou zodpovědné za maturaci APC a produkují IL-2, jenž je klíčový pro vznik paměťových CD8+ T-lymfocytů. Tyto lymfocyty mohou po transplantacích představovat závažný problém. Je možné, že pacient prodělal před zákrokem například infekci, během které si proti danému patogenu vytvořil antigen-specifické T-lymfocyty, z nichž část v organismu přežívá ve formě paměťových buněk. Ty mohou být poté příčinou tzv. cross-reaktivity – imunitní odpovědi proti sice nesouvisejícím, ale podobným aloantigenům štěpu. Taková imunitní odpověď (sekundární) je pak mnohem rychlejší, efektivnější a masivnější.

## Tolerance štěpu
Štěp je organismem přijat, jestliže je bez histologických známek rejekce a je i bez užívání imunosupresiv plně funkční. Příjemce je schopen neodhojit další štěp od stejného dárce a naopak odvrhnout štěp od jiného dárce.
To, zda je štěp přijat, závisí na rovnováze mezi prozánětlivými Th1, Th17 lymfocyty a protizánětlivými regulačními T-lymfocyty, což je ovlivněno, jak již bylo zmíněno, mikroprostředím, v němž dochází k aktivaci CD4+ T-lymfocytů a také stupněm zánětu (jelikož patogeny napadající organismus různou měrou aktivují imunitní systém a způsobují tak mimo jiné produkci prozánětlivých cytokinů, jejichž prostřednictvím rejekci podporují).
V současnosti se pro potlačení aloimunitní odpovědi používají imunosupresiva, která působí nespecificky, a tak organismus vystavují riziku nákazy různými infekcemi nebo vzniku rakoviny. Cílem budoucích terapií je potlačit aloimunitní odpovědi specificky, a tak těmto rizikům předejít.
Tolerance by mohlo být v budoucnu dosaženo odstraněním většiny nebo všech aloreaktivních T buněk a ovlivněním poměru efektorové-regulační lymfocyty ve prospěch regulačních buněk, které by inhibovaly aloreaktivní efektorové buňky. Další způsob by mohl spočívat v blokaci kostimulačních signálů během aktivace aloreaktivních T-lymfocytů.